# 沃荷斯島
沃荷斯島（英語：Vohas、Ibugos、Ibujos、Vuhus、Ibahos），是位於巴丹群島的島嶼之一，目前由巴丹群島省管轄，是一座無人島。與東邊的沙坦島相隔一個約兩公里寬的海峽，地勢最高處在島的南部。
沿岸唯一的安全上陸地點在東岸的珊瑚礁灘。潮汐正值漲潮時，以3到4節的速度湧向南邊，退潮時則向北退卻。

## 地理
由珊瑚礁所組成的懸崖，幾乎環繞著整座島嶼，並直接使地勢升高超過高度60公尺。土地表面上有許多流水，但卻沒有明確的溪流或河谷，這可能是因為岩石的溶解度讓水滲入地下，以及島嶼隆起形成後時間經過不久，尚未侵蝕造成溝壑。該地土壤似乎是火成岩而非石灰岩。
菲律賓火山和地震研究所（PHIVOLCS）將島上火山分類為休眠火山。此外，一座位在島西方約五公里的未命名海底火山，最近一次曾於1854年噴發，使得海底中的山上升至高度距離海平面僅24公尺。

## 人口
根據美國在20世紀前期所進行的調查，島上並無人類居住。

## 位置
島嶼距離德奎島約0.5公里、沙坦島不到兩公里，與臺灣蘭嶼相距大約200公里左右。